# Lancaster Sund
Lancaster Sund er et arktisk stræde nord for Nordamerika, og fører fra Baffinbugten i øst mellem Cockburn Land og North Devon til Barrowstræde og Melville Sund i vest. Det ligger mellem 74—75° nordlig bredde og 80—90° vestlig længde. Lancaster Sund opdagedes 1616 af William Baffin og opkaldtes efter Sir James Lancaster. Det besejledes første gang 1819 af William Edward Parry.